# Jixi
För häradet i Anhui-provinsen, se Jixi, Xuancheng.
Jixi är en stad på prefekturnivå i Heilongjiang-provinsen i Manchuriet nordöstra Kina. Den ligger omkring 450 kilometer öster om provinshuvudstaden Harbin.

## Historia
Innan området införlivades med det egentliga Kina befolkades det av olika tungusiska och andra folkslag.
Under 1930-talet lade det japanska järnvägsföretaget Mantetsu en järnväg i området och en stad fram kring den lokala järnvägsstationen Jixi (鸡西驿), vilket syftar på stationens läge väster om det närbelägna "tuppkamsberget" (鸡冠山之西). Åren 1933-45 hörde orten till den japanska lydstaten Manchukuo.
1948 blev orten ett härad i den nyupprättade Hokiang-provinsen och efter Folkrepubliken Kina grundades 1949 överfördes orten till Sungkiang-provinsen. 1954 slogs provinsen samman med Heilongjiang, under vilken Jixi hört sedan dess.

## Administrativ indelning
Jixi indelas i sex stadsdistrikt, två städer på häradsnivå och ett härad:
- Stadsdistriktet Jiguan - 鸡冠区 Jīguān qū ;
- Stadsdistriktet Hengshan - 恒山区 Héngshān qū ;
- Stadsdistriktet Didao - 滴道区 Dīdào qū ;
- Stadsdistriktet Lishu - 梨树区 Líshù qū ;
- Stadsdistriktet Chengzihe - 城子河区 Chéngzǐhé qū ;
- Stadsdistriktet Mashan - 麻山区 Máshān qū ;
- Staden Hulin - 虎林市 Hǔlín shì ;
- Staden Mishan - 密山市 Mìshān shì ;
- Häradet Jidong - 鸡东县 Jīdōng xiàn.